# Kaio Jorge
Kaio Jorge Pinto Ramos (Olinda, 24 de janeiro de 2002) é um futebolista brasileiro que atua como centroavante. Atualmente, joga pelo Cruzeiro.
Começou a se destacar na base do Santos, o que lhe rendeu uma convocação para a Copa do Mundo Sub-17 de 2019. Na ocasião, o Brasil foi campeão sobre o México, com o jogador faturando a chuteira de bronze, com cinco gols.

## Carreira

### Início

#### Náutico
Nascido em Olinda, Kaio Jorge começou sua carreira no futsal do Náutico, com apenas 6 anos. O garoto ganhou inúmeros títulos em todas as categorias juvenis no futsal do clube, além de ter marcado mais de 100 gols e ter sido capitão do time.

#### Sport
Após conquistar tudo no clube dos Aflitos, Kaio se sentiu estagnado e pediu aos pais para trocar de clube, foi quando ingressou na base do Sport, com 9 anos, também no futsal. Ficou dois anos na base do Sport, onde também teve muito êxito e conquistou títulos. O atacante também alternou entre futsal e o campo, para se adaptar quando começasse a jogar profissionalmente.

#### Testes no São Paulo e no Santos
Chegando na cidade de São Paulo para buscar mais oportunidades, Kaio Jorge foi primeiramente fazer um teste no São Paulo, onde chegou a ser aprovado, mas na época o Tricolor tinha um acordo com o Vitória: de emprestar atletas de sua base para a base do clube baiano. Como o jogador e seus pais não tinham interesse em voltar ao Nordeste, a proposta foi recusada.

### Santos
Kaio então foi fazer um teste no Santos em novembro de 2012, no qual passou e entrou nas categorias de base no ano seguinte, 2013. Logo em seu primeiro ano pelo Peixe, marcou 17 gols em 16 jogos na base. Como no Náutico e no Sport foi considerado um prodígio desde muito novo, e até então já havia obtido destaque no clube paulista, Kaio Jorge foi promovido para o time Sub-20 do Santos no dia 23 de novembro de 2017, com apenas 15 anos.

#### 2018
O atacante realizou sua estreia como profissional no dia 21 de setembro de 2018, substituindo Bruno Henrique numa partida contra o Athletico Paranaense. Aos 16 anos, oito meses e seis dias, Kaio Jorge tornou-se o sexto jogador mais jovem a estrear pelo Santos.

#### 2019
Kaio teve poucas oportunidades com o técnico argentino Jorge Sampaoli em 2019, tendo atuado em somente sete jogos na temporada (quatro jogos pelo Brasileiro e três pelo Paulista).

#### 2020
No dia 3 de março, marcou seu primeiro gol pelo Santos na vitória de virada por 2–1 sobre o Defensa y Justicia, válida pela fase de grupos da Libertadores.
Em 16 de dezembro, Kaio marcou o 5.º gol mais rápido da história da Copa Libertadores da América em um jogo contra o Grêmio. O gol foi marcado aos 11,4 segundos do primeiro tempo. Além de ser o 5.º gol mais rápido da história da Libertadores, Kaio tornou-se o jogador brasileiro que marcou o gol mais rápido em uma edição da competição. O Santos, que venceu por 4–1 no jogo de ida, empatou em 1–1 e se classificou para a semifinal.

#### 2021
Marcou seus primeiros gols na temporada 2021 no dia 6 de maio, ao fazer os dois gols do Peixe na derrota por 3–2 para o Palmeiras, em jogo válido pela 11.ª rodada do Campeonato Paulista. Já no dia 26 de maio, fez o único gol do Santos na derrota por 3–1 para o Barcelona de Guayaquil, válido pela última rodada Libertadores, jogo que culminou na eliminação santista ainda na fase de grupos.
Em 1 de junho, fez um dos gols da vitória por 2–0 sobre o Cianorte, no jogo de ida da terceira fase da Copa do Brasil. No jogo seguinte, em 5 de junho, fez um dos gols na vitória por 3–1 sobre o Ceará, na 2.ª rodada do Campeonato Brasileiro. No dia 27 de junho, deu uma assistência para Jean Mota abrir o placar da vitória de 2–0 sobre o Atlético Mineiro, válida pela 7.ª rodada do Brasileirão.
No dia 15 de julho, fez o único gol do Peixe na vitória de 1–0 sobre Independiente no jogo de ida das oitavas da Sul-Americana. Kaio Jorge balançou as redes também no jogo de volta, sendo um empate de 1–1 que classificou o Santos no agregado devido a vitória no jogo de ida. Com o gol, o atacante tornou-se o líder em participações para gol na temporada, participando de diretamente em 11 gols do Peixe, sendo oito gols feitos e três assistências distribuídas.
Ao todo pelo Santos, Kaio Jorge realizou 84 partidas, marcando 17 gols e distribuindo quatro assistências.

### Juventus
Em 2 de agosto de 2021, foi anunciado sua ida para a Juventus no valor de 3 milhões de euros, (18 milhões de reais), assinando contrato até 2026. A equipe italiana parcelou o valor em duas vezes mais uma quantia a ser paga se Kaio cumprir as metas estabelecidas em contrato, além do Santos ter prioridade caso houver uma possibilidade de empréstimo a algum clube brasileiro. Sua apresentação oficial ocorreu no dia 25 de agosto, com o atacante escolhendo usar a camisa 21.
Realizou sua estreia pelo clube no dia Turim em 3 de outubro, na vitória de 1–0 sobre o Torino na 7ª rodada da Serie A, entrando nos minutos finais no lugar de Federico Chiesa. Após ter atuado apenas um minuto em sua estreia e não estar empolgando o técnico Massimiliano Allegri, Kaio Jorge acabou cortado da lista de inscritos da Liga dos Campeões e foi integrado a Juventus Sub-23. Logo em sua primeira partida pelo Sub-23, fez um dos gols do empate de 2–2 com o AlbinoLeffe, na 10.ª rodada da Serie C da Itália.
Kaio sofreu grave lesão no joelho no dia 23 de fevereiro de 2022, quando atuava pela equipe Sub-23. Retornou aos gramados apenas em 9 de agosto de 2023, onde fez um hat-trick na goleada de 8–0 sobre a Juventus B em um amistoso.

### Frosinone
2023—24
Após não ser utilizado nos dois primeiros jogos da Juventus na temporada 2023–24, em 29 de agosto de 2023 foi anunciado seu empréstimo ao Frosinone por uma temporada, no intuito de ganhar mais tempo de jogo.
Em 16 de dezembro de 2023, Kaio Jorge voltou a marcar um gol após dois anos e meio, na derrota de seu time por 2 a 1 fora de casa para o Lecce.
Foram ao todo 22 partidas e três gols pela equipe do Frosinone, não conseguindo ajudar a evitar o rebaixamento à Segunda Divisão.

### Cruzeiro
2024
Em 5 de maio de 2024, o Cruzeiro acertou junto à Juventus a contratação de Kaio Jorge, por 7,2 milhões de euros (cerca de 41,5 milhões). Kaio assinou um contrato de 5 anos com a equipe de Belo Horizonte e assumiu a camisa 9.
Fez sua estreia pelo Cruzeiro no dia 20 de julho, contra o Palmeiras, em partida do Campeonato Brasileiro. Marcou seu primeiro gol com a camisa do Cruzeiro no dia 1 de setembro, contra o Atlético-GO, pelo Campeonato Brasileiro. Foi destaque e marcou mais dois gols nos confrontos da ida e da volta nas quartas de final da Copa Sul-Americana, contra o Libertad, ajudando o Cruzeiro a se classificar às semifinais. E foi decisivo novamente, balançando as redes nos dois confrontos contra o Lanús, nas semi-finais, no empate na ida em 1–1, e na volta, fora de casa, na vitória por 1–0. Kaio também foi o autor do único gol do Cruzeiro na final da Copa Sul-Americana, mas sozinho, não conseguiu evitar a derrota por 3–1 na decisão da competição.
Encerrou sua temporada de retorno ao futebol brasileiro em alta. Pelo Cruzeiro foram 23 partidas, com sete gols marcados e duas assistências distribuídas, tendo sido fundamental principalmente nas disputas pelo título da Copa Sul-Americana.
2025
Ainda no fim da temporada 2024, teve uma lesão que o tirou dos primeiros jogos do Cruzeiro na temporada 2025. Com a chegada de Gabigol, passou a usar definitivamente a camisa 19 (já havia a usado na Copa Sul-Americana, devido ao prazo de inscrição) e passou a dividir espaço com o centroavante.
Marcou seu primeiro gol na temporada no empate contra o São Paulo, no Morumbis, em 13 de abril, pela terceira rodada do Brasileirão. Mantendo a boa fase, Kaio brilhou já na rodada seguinte, contra o Bahia, no Mineirão, onde comandou a vitória de 3–0 do Cruzeiro, marcando dois gols.
Kaio começou o mês de maio com o pé direito. No dia 1°, na estreia da Copa do Brasil, foi decisivo para a equipe do Cruzeiro mais uma vez, ao marcar os dois gols que garantiram a vitória contra o Vila Nova, no jogo da ida, na 3ª fase da competição. No fim de semana seguinte, marcou o primeiro gol da importante vitória por 2–1 sobre o Flamengo no Mineirão, pelo Brasileirão. Continuando imparável, em 11 de maio, Kaio teve mais uma grande atuação, marcando um gol e distribuindo uma assistência na goleada de 4–0 frente ao Sport, em mais um jogo do Campeonato Brasileiro.
Mantendo cada vez mais a fase goleadora, Kaio marcou mais uma vez dois gols no primeiro dia do mês, sendo decisivo na vitória por 2–1 sobre o Palmeiras, pelo Campeonato Brasileiro, em 1º de junho, confirmando sua grande fase individual e também da equipe do Cruzeiro, que com a vitória sobre o clube paulista, chegou a 11 jogos de invencibilidade.
No retorno ao Campeonato Brasileiro, teve sua atuação mais brilhante pelo Cruzeiro no ano de 2025 até então. Em 13 de julho, no duelo contra o Grêmio, no Mineirão, Kaio marcou um hat-trick, o primeiro pelo Cruzeiro, comandando a larga vitória de 4–1 sobre os gaúchos, estabelecendo a artilharia isolada do Campeonato Brasileiro até então, com 11 gols. Na partida seguinte sofre o Fluminense, no Maracanã, marcou o segundo e último gol da vitória que deu ao Cruzeiro a liderança do Brasileirão. Após certo tempo sem marcar, e um gol polêmico anulado na derrota contra o Santos, voltou às redes no empate contra o Mirassol, no Maião, pela abertura do returno do Brasileirão, em 18 de agosto.

## Seleção Brasileira

### Sub-15
Em 27 de outubro de 2017, foi convocado pela Seleção Brasileira Sub-15 para o Campeonato Sul-Americano da categoria. Kaio Jorge atuou em todas as partidas do vice-campeonato, marcando inclusive na final, mas sem conseguir impedir a derrota por 3 a 2 para a Argentina.

### Sub-17
Em 2019, pela Seleção Brasileira Sub-17, disputou o Sul-Americano e o Mundial da categoria. Na Copa do Mundo Sub-17, além do título, Kaio Jorge conquistou a chuteira de bronze, com cinco gols marcados.

### Sub-20
Em 24 de novembro de 2020, foi convocado pelo técnico André Jardine para a disputa de um quadrangular amistoso com as seleções de Chile, Bolívia e Peru, nos dias 12, 15 e 18 de dezembro, respectivamente. Sua apresentação seria no dia 7 de dezembro, mas como Yeferson Soteldo testou positivo para a COVID-19 e o Santos teria um importante duelo contra o Grêmio na Libertadores, o Peixe solicitou a liberação provisória do jogador, que foi concedida pela CBF. Como a data de apresentação à seleção foi transferida para o dia 10, o Santos entrou com novo pedido para a liberação total do atleta e conseguiu, com Kaio não se apresentando à Seleção e continuando no clube.

## Estatísticas
Atualizadas até 17 de julho de 2025.
| Equipe            | Temporada         | Campeonato nacional | Campeonato nacional | Campeonato nacional | Copa nacional[a] | Copa nacional[a] | Copa nacional[a] | Competições continentais[b] | Competições continentais[b] | Competições continentais[b] | Outros torneios[c] | Outros torneios[c] | Outros torneios[c] | Total | Total | Total   |
| Equipe            | Temporada         | Jogos               | Gols                | Assist.             | Jogos            | Gols             | Assist.          | Jogos                       | Gols                        | Assist.                     | Jogos              | Gols               | Assist.            | Jogos | Gols  | Assist. |
| ----------------- | ----------------- | ------------------- | ------------------- | ------------------- | ---------------- | ---------------- | ---------------- | --------------------------- | --------------------------- | --------------------------- | ------------------ | ------------------ | ------------------ | ----- | ----- | ------- |
| Santos            | 2018              | 1                   | 0                   | 0                   | —                | —                | —                | —                           | —                           | —                           | —                  | —                  | —                  | 1     | 0     | 0       |
| Santos            | 2019              | 3                   | 0                   | 0                   | —                | —                | —                | —                           | —                           | —                           | 4                  | 0                  | 0                  | 7     | 0     | 0       |
| Santos            | 2020              | 28                  | 4                   | 1                   | 1                | 0                | 0                | 12                          | 5                           | 0                           | 7                  | 0                  | 0                  | 48    | 9     | 1       |
| Santos            | 2021              | 10                  | 1                   | 2                   | 2                | 1                | 0                | 9                           | 3                           | 1                           | 7                  | 3                  | 0                  | 28    | 8     | 3       |
| Santos            | Total             | 42                  | 5                   | 3                   | 3                | 1                | 0                | 21                          | 8                           | 1                           | 18                 | 3                  | 0                  | 84    | 17    | 4       |
| Juventus Sub-23   | 2021–22           | 2                   | 1                   | 0                   | —                | —                | —                | —                           | —                           | —                           | —                  | —                  | —                  | 2     | 1     | 0       |
| Juventus Sub-23   | Total             | 2                   | 1                   | 0                   | —                | —                | —                | —                           | —                           | —                           | —                  | —                  | —                  | 2     | 1     | 0       |
| Juventus          | 2021–22           | 9                   | 0                   | 0                   | 2                | 0                | 0                | —                           | —                           | —                           | —                  | —                  | —                  | 11    | 0     | 0       |
| Juventus          | Total             | 9                   | 0                   | 0                   | 2                | 0                | 0                | —                           | —                           | —                           | —                  | —                  | —                  | 11    | 0     | 0       |
| Frosinone         | 2023–24           | 20                  | 3                   | 0                   | 2                | 0                | 0                | —                           | —                           | —                           | —                  | —                  | —                  | 22    | 3     | 0       |
| Frosinone         | Total             | 20                  | 3                   | 0                   | 2                | 0                | 0                | —                           | —                           | —                           | —                  | —                  | —                  | 22    | 3     | 0       |
| Cruzeiro          | 2024              | 16                  | 2                   | 2                   | —                | —                | —                | 7                           | 5                           | 0                           | —                  | —                  | —                  | 23    | 7     | 2       |
| Cruzeiro          | 2025              | 13                  | 12                  | 2                   | 2                | 2                | 0                | 3                           | 0                           | 0                           | 2                  | 0                  | 0                  | 20    | 13    | 2       |
| Cruzeiro          | Total             | 29                  | 14                  | 4                   | 2                | 2                | 0                | 10                          | 5                           | 0                           | 2                  | 0                  | 0                  | 43    | 21    | 4       |
| Total na carreira | Total na carreira | 102                 | 23                  | 7                   | 9                | 3                | 0                | 31                          | 13                          | 1                           | 20                 | 3                  | 0                  | 162   | 42    | 8       |

- a. ^ Jogos da Copa do Brasil e Copa da Itália
- b. ^ Jogos da Copa Libertadores e Copa Sul-Americana
- c. ^ Jogos do Campeonato Paulista e Campeonato Mineiro

## Títulos
Seleção Brasileira
- Copa do Mundo Sub-17: 2019

### Prêmios individuais
- Chuteira de bronze da Copa do Mundo Sub-17 de 2019: 5 gols
- 50 melhores revelações do futebol mundial em 2021: 18° lugar (NXGN)[63]
- Melhor jogador do mês do Campeonato Brasileiro: maio de 2025,[64] julho de 2025[65]

### Recordes
- Gol mais rápido marcado por um brasileiro na Copa Libertadores da América: 11,4 segundos